# 鹽埕第一公有零售市場

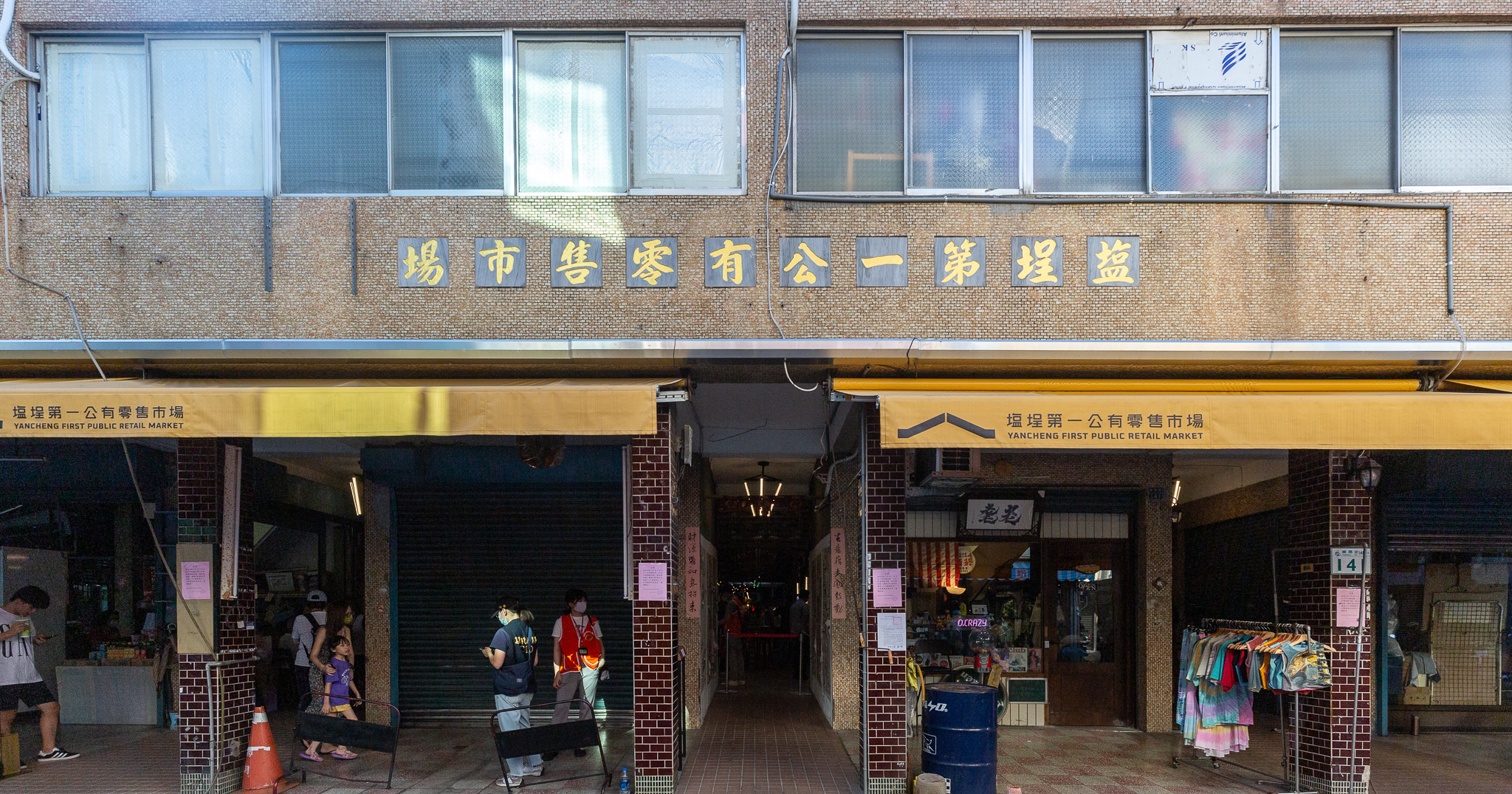
鹽埕第一公有零售市場

鹽埕第一公有零售市場，簡稱鹽一市場，為中華民國高雄市鹽埕區的一處傳統市場，位於高雄市內西南端，市中心中南端。

## 歷史
鹽埕第一公有零售市場，於1948年成立，為當地傳統市場，其所接壤的「堀江商店街」與大溝頂相接，為高雄最長的商店街。2022年因應台灣設計展「台灣設計設計台灣」主題重新整修裝潢，高雄市政府經濟發展局與中華文化總會、中華民國國家發展委員會合作，將設計概念延伸至鄰近的鹽埕，擴大辦理「埕市鹽遊會」。